# Glaucus atlanticus

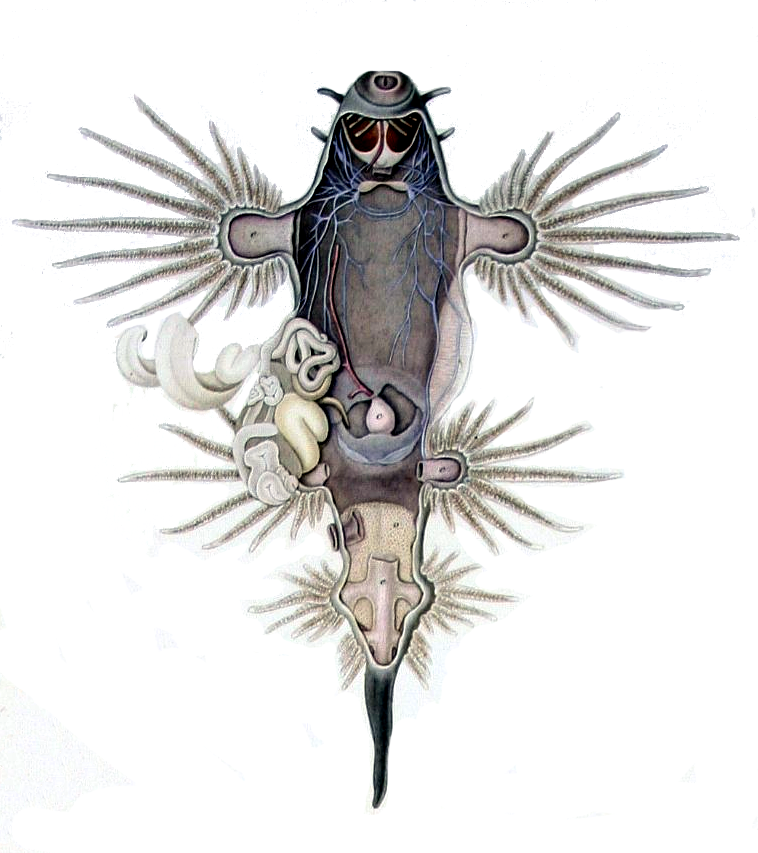
Вскрытый моллюск. Иллюстрация из Atlas Zoologique du Voyage de la corvette La Bonite (1852)

Glaucus atlanticus (лат.) — вид брюхоногих моллюсков из отряда голожаберных (Nudibranchia). Пелагические организмы, обитающие под плёнкой поверхностного натяжения. Распространены в морях всех океанов тропического пояса.

## Строение
Для представителей этого вида характерно стройное тело, сильно вытянутое с заднего конца. Голова короткая и слабо отделена от туловища. Широкая, хорошо развитая нога закруглена спереди и продолжается до заднего конца тела. Длина тела 5—40 мм.
По бокам перпендикулярно оси тела располагаются три группы церат — пальцевидных выростов, в которые заходят ветви гепатопанкреаса (пищеварительной железы). Длина церат в каждой группе существенно различается, причём наиболее длинные располагаются со спинной стороны. Наличие длинных выростов рассматривают как один из механизмов увеличения плавучести.
Другая адаптация Glaucus atlanticus к удерживанию у поверхности воды — периодическое заглатывания пузыря воздуха, впоследствии хранящегося в желудке моллюска. В связи с таким размещением газового пузыря, равновесным оказывается положение тела, при котором спинная сторона обращена вниз, а нога прилегает к поверхности воды. Таким образом, моллюск как бы ползёт по плёнке поверхностного натяжения.

## Окраска
Основной тон тела — серебристый. Ротовые щупальца, ринофоры и нижняя поверхность церат окрашены в интенсивный синий цвет. Спинная сторона у разных моллюсков варьирует от тёмно-синей до коричневой. Нога по краю обрамлена синей полосой.

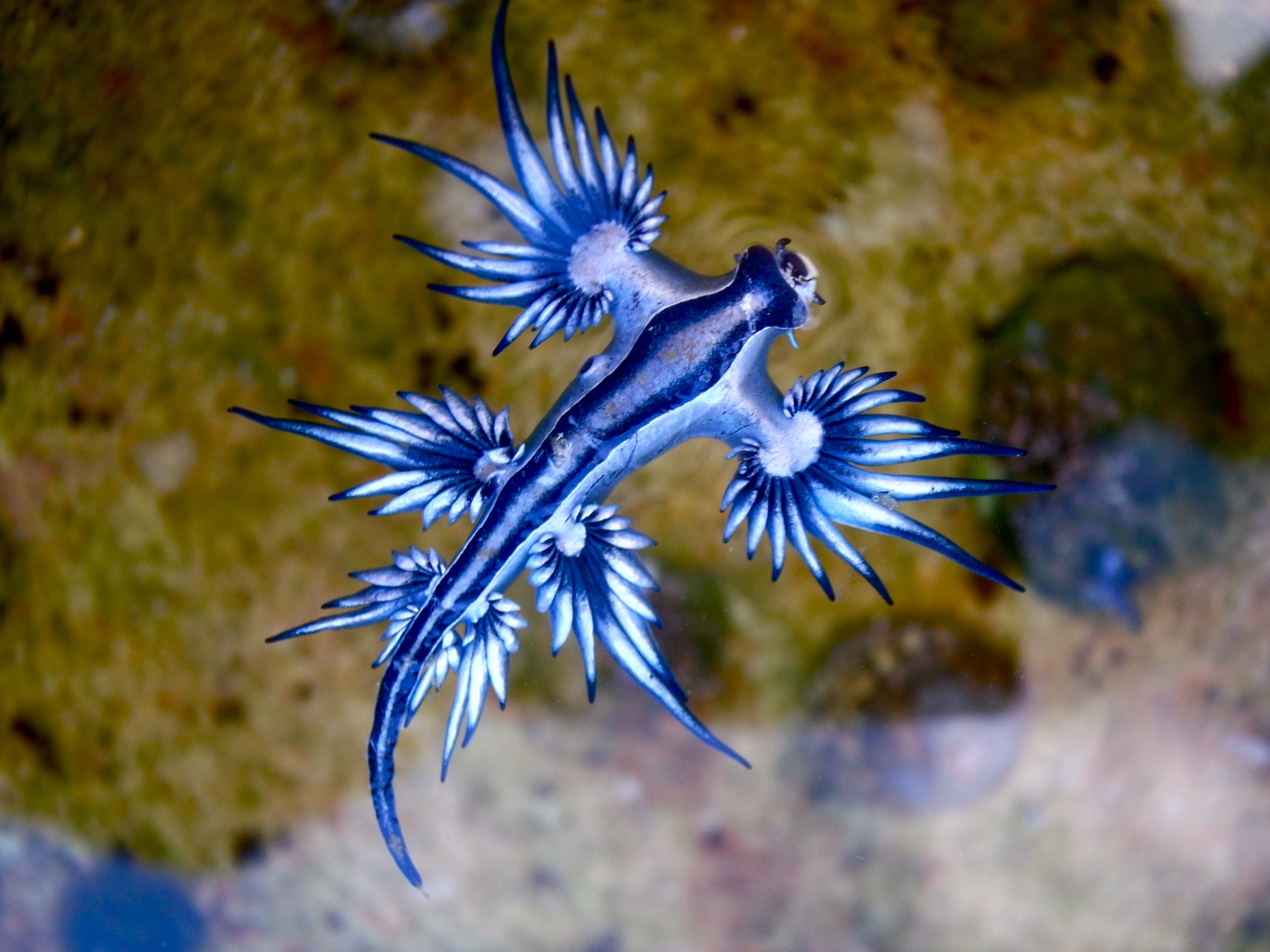

## Питание
В роли источника пищи выступают другие организмы, ассоциированные с поверхностью воды. К числу таковых относятся колониальные гидроидные (сифонофора португальский кораблик, антомедузы из семейства Porpitidae) и брюхоногие моллюски (представители рода Janthina, особи своего же вида).
Glaucus atlanticus устойчив к яду, содержащемуся в книдоцитах (стрекательных клетках) гидроидных-жертв. Не выстрелившие при поедании книдоциты поступают по ветвям пищеварительной железы в цераты, где путём фагоцитоза попадают в клетки специализированных органов — книдосаков (англ. cnidosac). Стрекательная клетка в них переваривается, и от неё остаётся лишь стрекательная капсула. Такие заимствованные капсулы — клептокниды — долгое время остаются активными и могут выступать в качестве защитного механизма.

## Размножение
Для Glaucus atlanticus характерен синхронный гермафродитизм: каждая особь обладает мужскими и женскими половыми железами и после спаривания откладывает яйца.

## Филателия
- Изображён на марках Новой Каледонии (вместе с полихетой Spirographis) в 1959 году (номинальная стоимость: 10 °F)  (Mi #364-367; Sc #307-310).
- Изображён на марках Фиджи (вместе с португальским корабликом) в 1993 году (номинальная стоимость: 83 С)[3].